# Коуа рудолобий
Ко́уа рудолобий (Coua reynaudii) — вид зозулеподібних птахів родини зозулевих (Cuculidae). Ендемік Мадагаскару.

## Опис
Довжина птаха становить 38-40 см, враховуючи довгий хвіст. Лоб і тім'я рудувато-коричневі, верхня частина тіла темно-зелена або оливкова, махові пера мають темно-синій відблиск. Нижня частина тіла сіра. Навколо очей плями синьої голої шкіри, окаймлені чорним пір'ям. Виду не притаманний статевий диморфізм.

## Поширення і екологія
Рудолобі коуа мешкають на високогір'ях в центрі і на сході острова Мадагаскар. Вони живуть у вологих тропічних лісах і чагарникових заростях, на висоті до 2500 м над рівнем моря. Зустрічаються парами, ведуть переважно наземний спосіб життя. Живляться жуками, цвірунами, богомолами, метелеками, гусінню, павуками та іншими безхребетними, іноді дрібними ящірками, плодами і насінням.